# Labruguière-Bézacoul
Ne doit pas être confondu avec Labruguière.
Labruguière-Bézacoul est une ancienne commune du département du Tarn, intégrée en 1827 à la commune de Massals.

## Démographie
Évolution démographique de la commune de Labruguière-Bézacoul classée par date de recensement de 1793 à 1821.
| 1793 | 1800 | 1806 | 1821 |
| ---- | ---- | ---- | ---- |
| 91   | 89   | 91   | 120  |

Source : Des villages Cassini aux communes d'aujourd'hui.

## Histoire
La communauté de Bézacoul était composée des hameaux et fermes de La Coste, La Torte, L'Algarié, Cathalo, La Mouline, Bézacoul, Sirvens, La Canourgue, La Satgearié, La Guiraudié, Ban, Lardié, La Bertrandié, La Ténèze et La Bruguière. Après la révolution, la communauté donne naissance à deux communes : Bézacoul et Labruguière-Bézacoul qui ne comporte que le hameau de Labruguière.
En 1827, la commune de Labruguière-Bézacoul est absorbée par la commune de Massals.